# Kang Rjongjun
Kang Rjongjun (hangul: 강룡윤, handzsa: 康龍運, RR: Kang Ryong-Woon; 1942. április 25. –) észak-koreai válogatott labdarúgó.
Az észak-koreai válogatott tagjaként részt vett az 1966-os világbajnokságon.